# Marianów (gmina Błaszki)
Marianów – wieś w Polsce, położona w województwie łódzkim, w powiecie sieradzkim, w gminie Błaszki.
W latach 1975–1998 miejscowość należała administracyjnie do województwa sieradzkiego.